# Cercocebus
Cercocèbes, Mangabeys
« Cercocèbe » redirige ici. Pour les deux espèces reclassées dans un genre à part, voir Lophocebus.
Genre
Cercocebus est un genre de Primates de la famille des Cercopithecidae. Ces espèces sont appelées cercocèbes ou mangabeys.

## Classification
Liste des espèces actuelles selon ITIS et la troisième édition de Mammal Species of the World de 2005:
- Cercocebus agilis A. Milne-Edwards, 1886 - Cercocèbe agile[2],[3], Cercocèbe à crête[2],[3], Mangabey agile[3]
- Cercocebus atys Audebert, 1797 - Singe vert mangabey[2], Mangabey fulgineux[4], Cercocèbe enfumé [2] ou Mangabey enfumé [3]
- Cercocebus chrysogaster Lydekker, 1900 - Mangabey doré[2],[3], Cercocèbe à ventre doré [3] ou Mangabey à ventre doré [2]
- Cercocebus galeritus Peters, 1879 - Mangabey de la Tana[2],[3],[4], Mangabey à crête[3], Mangabey à ventre doré [2]
- Cercocebus lunulatus (Temminck, 1853)[N 1] - Cercocèbe à col blanc[2], Cercocèbe couronné[2] ou Mangabey couronné[2],[3]
- Cercocebus sanjei Mittermeier, 1986 - Mangabey sanje[2]
- Cercocebus torquatus (Kerr in Linnaeus, 1792) - Cercocèbe à collier blanc[2],[3] ou Mangabey à collier blanc[2],[4], Mangabey à collier[3], Cercocèbe enfumé [2] ou Mangabey enfumé [2].

Les deux espèces anciennement nommé Cercocebus albigena et Cercocebus aterrimus ont été reclassées à part dans le genre Lophocebus.